# 블라스 일라이어스
블라스 일라이어스(Blas Elias, 1967년 8월 18일 ~ )는 미국의 배우이다.

## 영화
- 록 스타 (2001년) - 도니 역